# South Amboy
South Amboy är en stad i Middlesex County i den amerikanska delstaten New Jersey. Som kommun har South Amboy existerat sedan 1798. Den första kommunformen var township, efter 1888 borough och sedan 1908 city.

## Kända personer från South Amboy
- Greg Evigan, skådespelare
- Harold G. Hoffman, politiker